# Warcraft Arclight Rumble
Warcraft Rumble es un juego de móvil gratuito (free-to-play) anunciado por Blizzard Entertainment el 3 de mayo de 2022, los jugadores deben luchar con los héroes y villanos de la saga Warcraft y enfrentarse a sus enemigos en tableros diseñados para probar su ingenio táctico.

## Jugabilidad
Warcraft Rumble es un juego basado en partidas cortas. Se puede jugar tanto una campaña para un jugador, como partidas en cooperativo o contra otros jugadores. La jugabilidad se basa en usar oro que se gana de forma pasiva para generar tropas que avanzan y pelean automáticamente, estas tropas podrán capturar objetivos para generar más oro y luchar contra las tropas enemigas. La partida finaliza una vez que las tropas han alcanzado y derrotado al líder enemigo.

### Familias y líderes
Las tropas se dividen en diferentes tipos denominados familias que forman parte del universo de la saga Warcraft. Cada familia cuenta con líderes, unidades más fuertes que lideran a las tropas y tienen diferentes características.
| Familia    | Líderes                                                 |
| ---------- | ------------------------------------------------------- |
| Alianza    | - Tirion Fordring - Maiev Shadowsong - Jaina Proudmoore |
| Horda      | - Grommash Hellscream - Sneed - Cairne Bloodhoof        |
| Roca Negra | - Rend Blackhand - General Drakkisath                   |
| No-Muertos | - Bloodmage Thalnos - Baron Rivendare                   |
| Bestias    | - Charlga Razorflank - Hogger                           |

### Zonas
Los mapas en los que se combate forman parte de las diferentes zonas de Warcraft. Cada zona cuenta con enemigos propios y un nivel de progresión.
Las zonas actuales son:
- Elwynn Forest
- Westfall
- Duskwood
- Stranglethorn Vale
- The Barrens
- Onyxia's Lair
- Ashenvale
- Thousand Needles

- Lordaeron
- Dustwallow Marsh
- Un'Goro Crater
- Winterspring
- Plaguelands
- Blackrock Mountain

### Dungeons y Raids («Mazmorras y bandas»)
Así como zonas el juego también cuenta con estas «instancias» basadas en las del universo de Warcraft en las que combatir. 
- Blackfathom Deeps
- Dire Maul
- Deadmines